# گربه‌کوسگان دروغین
گربه‌کوسگان دروغین (نام علمی: Pseudotriakidae) نام یک تیره از راسته زمین‌کوسه‌سانان است.